# Yamaha XT 125

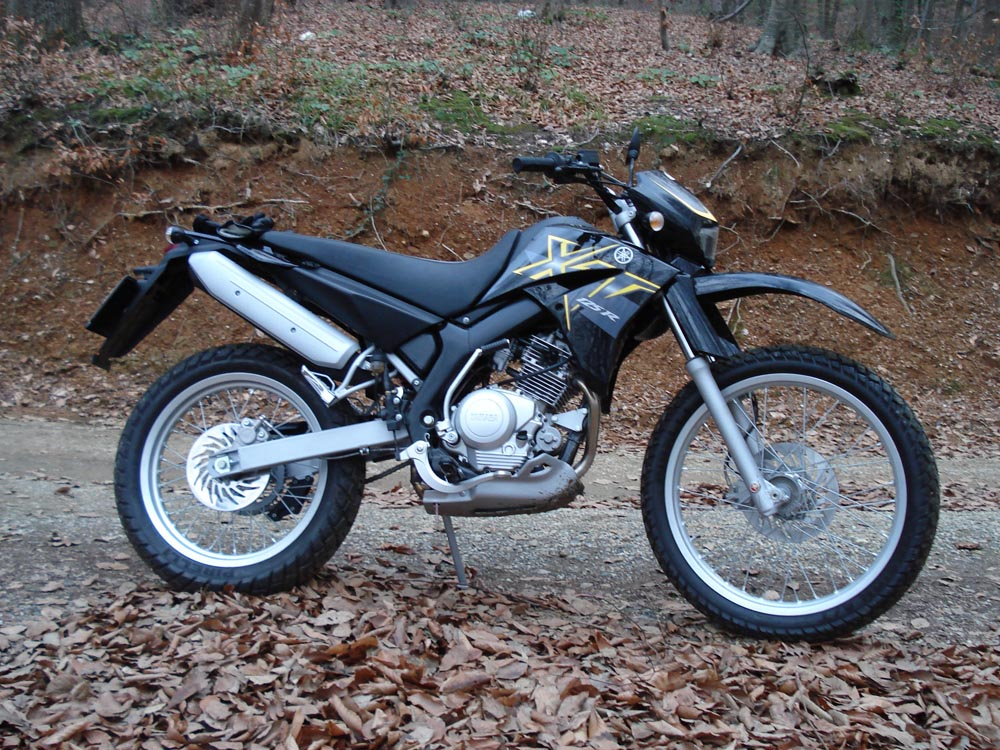
Yamaha XT 125R de 2003

La XT125 est un modèle de motocyclette de type Trail du constructeur japonais Yamaha.

## Caractéristiques
La XT125 démarre au kick, sans décompresseur. 
Le moteur monocylindre 4 temps de 125 cm3, que l'on retrouve aussi sur les Yamaha SR 125 et TW est alimenté par un carburateur.

## Historique
La famille des XT prend ses origines dans l'évolution vers le quatre temps de Yamaha. La première est la XT500.
De plus, Yamaha reprend la géométrie de suspension arrière Cantilever, déjà présente sur les DT125MX, avec les XT250.